# Modigliani, pasja tworzenia
Modigliani, pasja tworzenia (ang. Modigliani) – brytyjski dramat biograficzny z 2004 roku w reżyserii Micka Davisa, zrealizowany w koprodukcji międzynarodowej. Historia życia artysty-malarza Amedeo Modiglianiego w ostatnim okresie jego twórczości, gdy był związany z Jeanne Hebuterne.

## Obsada
- Andy Garcia - Amedeo Modigliani
- Elsa Zylberstein - Jeanne Hebuterne
- Omid Djalili - Pablo Picasso
- Hippolyte Girardot - Maurice Utrillo
- Eva Herzigova - Olga Chochłowa, żona Picassa
- Udo Kier - Max Jacob
- Susie Amy - Beatrice Hastings
- Peter Capaldi - Jean Cocteau
- Louis Hilyer - Leopold Zborowski
- Stevan Rimkus - Chaim Soutine
- Dan Astileanu - Diego Rivera
- George Ivascu - Moise Kisling
- Michelle Newell - Eudoxie Hébuterne
- Frederico Ambrosino - mały Modi
- Miriam Margolyes - Gertrude Stein

## Produkcja
Zdjęcia kręcono w Bukareszcie.